# Epidendrum mixtum
Epidendrum mixtum är en orkidéart som beskrevs av Rudolf Schlechter. Epidendrum mixtum ingår i släktet Epidendrum och familjen orkidéer. Inga underarter finns listade i Catalogue of Life.